# Volcán Tungurahua
El Tungurahua es un estratovolcán activo situado en la zona andina de Ecuador. El volcán se alza en la Cordillera Oriental de Ecuador, límite de las provincias de Chimborazo y Tungurahua, y da nombre a esta última. Está frecuentemente en erupción, las últimas más violentas han tenido lugar el 14 de julio de 2006, 16 de agosto de 2006, 28 de mayo de 2008, 26 de abril de 2010, 20 de agosto de 2012, el 1 de febrero de 2014 y la más reciente el 27 de febrero de 2016. El Instituto Geofísico, EPN monitorea la actividad del volcán Tungurahua y otros volcanes en las montañas de los Andes de Ecuador y en las Islas Galápagos.

## Toponimia y leyenda

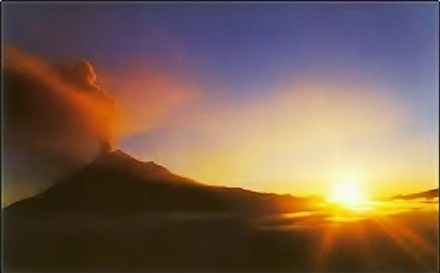
Volcán Tungurahua.

El nombre Tungurahua es quechua, y está formado por los términos tunqur, garganta, y rawra, fuego, llama, lo que se traduce como garganta de fuego. También se conoce como el "Gigante Negro", y la mitología indígena lo nombra  "Mama Tungurahua", y lo considera la esposa del cercano "Taita Chimborazo".

## Localización
El Tungurahua (5.023 metros) está localizado en la Cordillera de Ecuador (Los Andes), 140 kilómetros (87 millas) al sur de Quito, la capital del país. Notables montañas y volcanes cercanos son el Chimborazo (6.263 metros) y El Altar (5.319 m s. n. m.). La pequeña ciudad de Baños, se conocen por sus aguas termales, se encuentra en sus faldas, a aproximadamente cinco kilómetros al norte. El Tungurahua es parte del Parque nacional Sangay.

## Glaciares
Después del incremento de la actividad volcánica en 1999, los glaciares en la cumbre del Tungurahua se derritieron. Su glaciar se podría ver en días muy fríos (bajo 10 °C) o en invierno.

## Vulcanismo
El actual edificio volcánico (Tungurahua III) creció en el interior de la caldera de su predecesor (Tungurahua II) que se colapsó hace, aproximadamente, 3000 (± 90) años. El volcán original (Tungurahua I) se derrumbó a finales del Pleistoceno tardío.

### Actividad histórica
Las erupciones del Tungurahua son de tipo estromboliano. Producen andesita y dacita. Todas las erupciones históricas se originaron en el cráter de la cumbre y han ido acompañadas de fuertes explosiones, flujos piroclásticos y, a veces, flujos de lava. En los últimos 1300 años el Tungurahua entró en fase de actividad cada 80 o 100 años, siendo las principales en 1773, 1886 y 1916-1918.

### Actividad reciente

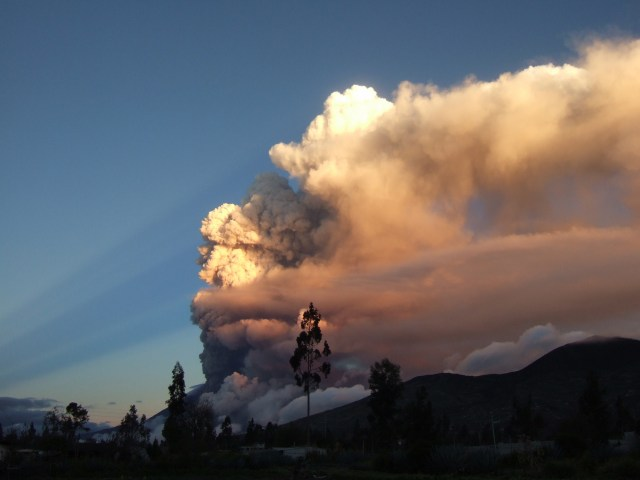
Vista de la erupción, en julio de 2006, desde Salasaca.

Su actual proceso eruptivo comenzó en 1999. Baños de Agua Santa fue evacuado ese año.
2006
En mayo de 2006, nuevas columnas de gas y cenizas, de aproximadamente dos kilómetros, se vieron aparecer sobre el cráter.
El 14 de julio de 2006 el Tungurahua inició su más violenta erupción desde 1999. Aproximadamente a las 6:00 de la tarde, el volcán dejó escapar una columna de quince kilómetros, compuesta de cenizas, vapores y rocas. La columna se dirigió hacia el océano Pacífico y fue claramente visible en fotos de satélite.

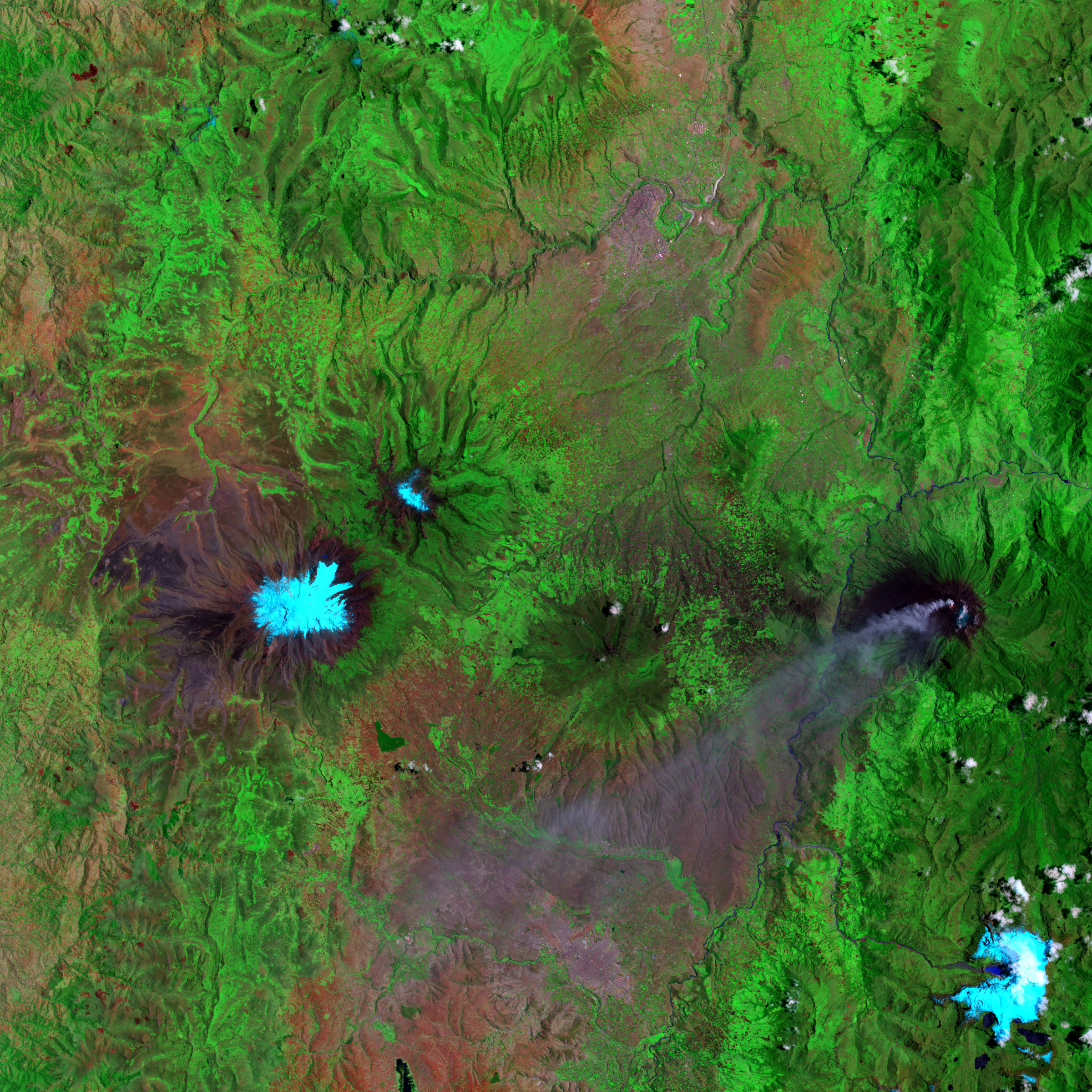
Imagen satelital realizado por la NASA Earth Observatory (2001) en falso color de Chimborazo (centro, izquierda), Carihuairazo (10 km al noreste de Chimborazo), Tungurahua (centro, derecha con columna de ceniza) y Capac Urcu (abajo, derecha), Ecuador. El azul pálido indica la cobertura de nieve/hielo, el verde brillante indica una vegetación exuberante y el rojo indica una vegetación más escasa. La pluma de ceniza volcánica del Tungurahua aparece en color lavanda. La anchura de la imagen es de 78 km, la dirección de la imagen es de arriba hacia el Norte.

Durante la noche y la mañana del 15 de julio de 2006 temblores constantes, explosiones, emisiones de ceniza y caída de rocas pusieron a la población de Pelileo, Baños, Penipe, y otros cantones de las provincias de Chimborazo y Tungurahua en alerta. Se reportó que flujos laháricos dañaron la carretera entre Baños y Penipe. La ceniza destruyó cultivos y calcinó animales. El 17 de julio, se reportó que por primera vez desde 1999, flujos piroclásticos ocurrieron, alcanzando el evacuado caserío de Cusua y el puente de Las Juntas.
La actividad continuó, parcialmente limitada por casi un mes, hasta el 16 de agosto de 2006. En la mañana de ese día, aproximadamente a eso de las 8:25 a. m., una enorme explosión señaló el inicio de lo que parece ser el evento mayor de este proceso eruptivo. Una columna de lava de ocho kilómetros emergió del cráter. El volcán también dejó escapar inmensas cantidades de rocas ardientes y cenizas. En el transcurso de la noche, la totalidad de la provincia del Tungurahua, incluyendo Ambato, Pelileo, Baños y la provincia del Chimborazo, incluyendo Riobamba y Penipe, fueron cubiertos de capas de rocas y cenizas.
La población abandonó aterrorizada las ciudades y caseríos que rodean al volcán. Baños, Juive, Palictagua, Bilbao, Cusúa entre otras fueron evacuados. En la mañana del 17 de agosto, el tránsito vehicular fue totalmente suspendido en Ambato, y la población fue urgida a permanecer en sus casas. La central hidroeléctrica Agoyán suspendió sus actividades. Cultivos en toda la región fueron totalmente destruidos.
El curso del río Chambo fue bloqueado y sus aguas se hallan elevándose en una inmensa represa. El Ejército ecuatoriano está considerando diversos métodos para destruir el dique, con el fin de evitar una eventual catástrofe.
Al menos diez personas han muerto calcinadas en el poblado de Palictahua y Baños y se ha reportado que trece personas fueron heridas. Agua potable se presume contaminada en la región.
2008
El 6 de febrero de 2008 el Tungurahua comenzó a lanzar cenizas y piedras incandescentes, lo que obligó a las autoridades a la evacuación forzosa de las poblaciones cercanas, declarándose alerta roja (el nivel máximo).
2010
En el mes de enero de 2010 su actividad volcánica se incrementó levemente poniendo en alerta a las poblaciones aledañas y el día 29 de mayo de este mismo año hizo erupción, evacuando de las partes cercanas a más de 2500 personas.
Otra evacuación y erupciones ocurrieron el 4 de diciembre de 2010. La Agencia Nacional (de Ecuador) de Control de la Seguridad estableció "alerta roja", que después disminuyó a naranja. El Instituto Ecuatoriano de Geofísica reportó un rápido aumento en actividad sísmica, un número de explosiones y una nube de cenizas que alcanzó los 2 km (1,2 millas) de altura.
Llegando la nube de ceniza a la ciudad de Guayaquil.

2011

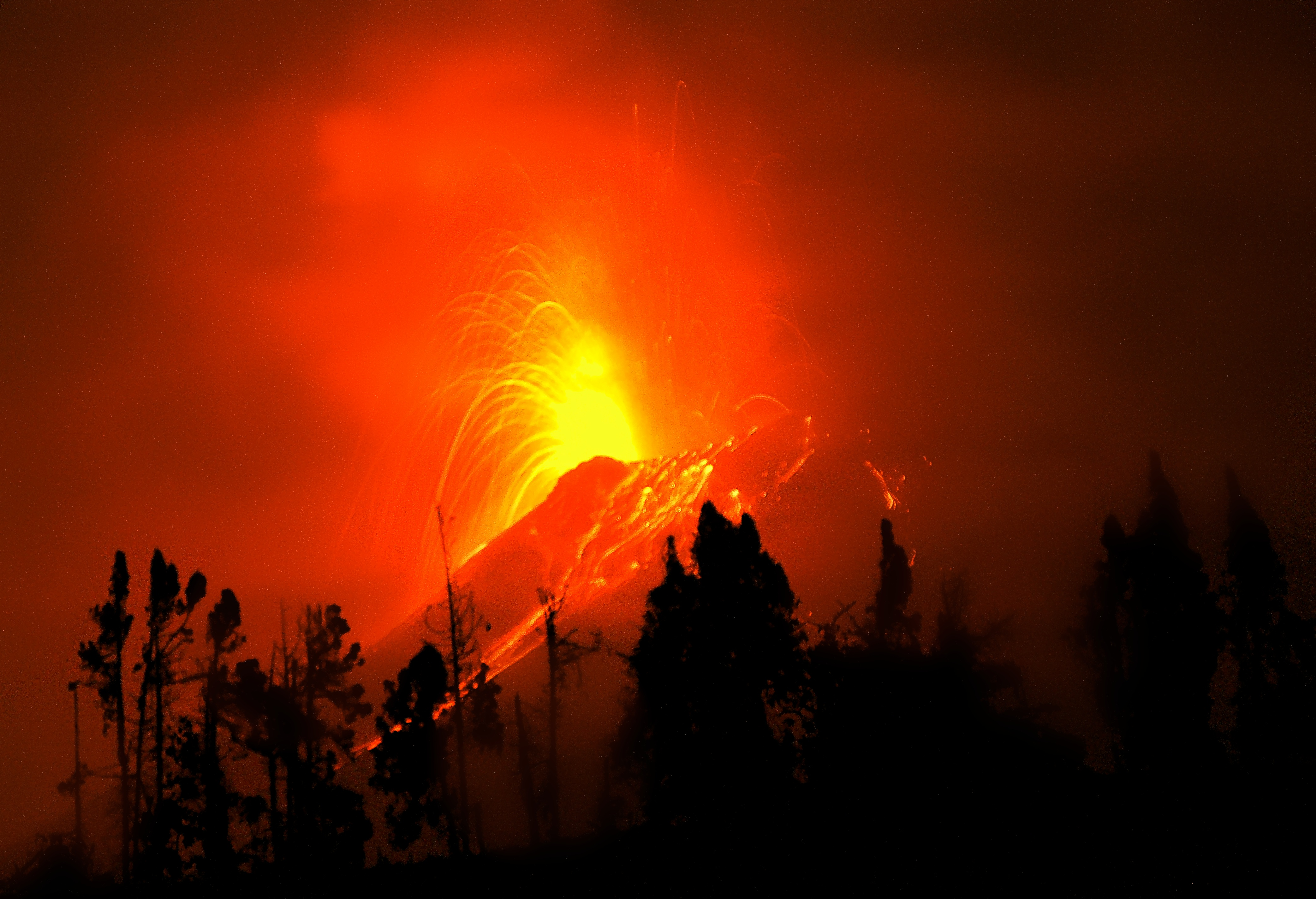
Volcán Tungurahua en 2011.

El 26 de abril de 2011 hubo otra erupción de proporciones considerables, lanzando una columna de ceniza que ascendió hasta los 12 km de altura.
2012
Un evento explosivo, el 21 de agosto de 2012, generó 16 explosiones con columnas de emisión con alto contenido de ceniza, de aproximadamente 4 km de altura y un flujo piroclástico que descendió aproximadamente 2.5 km por la quebrada de Achupashal. Los bramidos se escucharon hasta en sectores alejados como Ambato, Riobamba y Milagro.
Un sobrevuelo permitió observar que la caldera está completamente llena de material incandescente. Se evacuaron sectores aledaños, se informó que 110 familias evacuaron voluntariamente los sectores más expuestos, el gobierno dispuso 9 albergues provisionales.
2013
El lunes, 6 de mayo de 2013, la actividad sísmica de este volcán se incrementó con la generación de 30 explosiones y constantes bocanadas de gases y ceniza, informó el Instituto Geofísico (IG) de la Escuela Politécnica Nacional.El volcán había generado el domingo 5 de mayo de 2013 siete explosiones, pero el lunes aumentaron unas cuatro veces. El pulso eruptivo del Tungurahua duró varias semanas.En lunes el IG registró unos 60 sismos leves internos y 35 periodos de temblor constante por la salida de gas y ceniza.Una fuente del Observatorio Volcán Tungurahua (OVT) que el IG tiene cerca de la montaña, indicó a Efe que por efecto del viento la ceniza había caído en poblados cercanos ubicados en el flanco oeste y suroeste como Cevallos, Quero, Mocha, Tisaleo y Pillate.
Según la estimación preliminar de Rodrigo Morales, director de Desarrollo Social del Municipio de Quero, la caída de ceniza, aunque no es abundante afectaba a la parte baja del cantón. El material volcánico podría perjudicar a alrededor de 2.000 Ha de papa y 3.000 de pastos, que perjudicaron al alimento de 8.000 cabezas de ganado que aproximadamente existen en la jurisdicción. La producción de leche, que es de 25.000 litros diarios, se reducijo alrededor del 20%.
El martes 7 de mayo de 2013 se recibieron reportes de caída de ceniza en poblados asentados en la zona suroccidental del Tungurahua, como Caguají, El Manzano, Chonglotus, sectores más próximos al volcán; e incluso de Penipe y Riobamba ubicados a mayor distancia, en la provincia de Chimborazo.
El viernes 10 de mayo de 2013 desde la parroquia Cotaló, cantón Pelileo, se observó cómo el volcán Tungurahua seguía expulsando rocas incandescentes y generando explosiones como parte de su proceso eruptivo, aunque la intensidad se mantuvo moderada.
2014
Después de las actividades volcánicas de mayo de 2013, el volcán Tungurahua estuvo relativamente en calma hasta la última semana de enero, cuándo empezó un nuevo proceso eruptivo. El 31 de enero hubo un incremento en su actividad presentando pequeñas explosiones con actividad sísmica de bajo riesgo. A las 17:39 del día sábado 1 de febrero se produjo una fuerte explosión que lanzó una columna de ceniza que sobrepasó los diez kilómetros de altura, según informes del Instituto Geofísico de la Escuela Politécnica Nacional. La gran nube en forma de hongo fue visible desde diferentes partes del Ecuador incluyendo Quito, Riobamba y Cuenca. También hubo presencia de flujos piroclásticos que descendieron por los drenajes, alcanzando la quebrada de Achupashai hasta llegar al río Chambo. Durante la noche se realizó la evacuación de Chacauco, Chambiato, Cusúa, Bilbao, Cotaló y Pillate. Se declaró la alerta naranja en las zonas de alto riesgo de Tungurahua y Chimborazo.

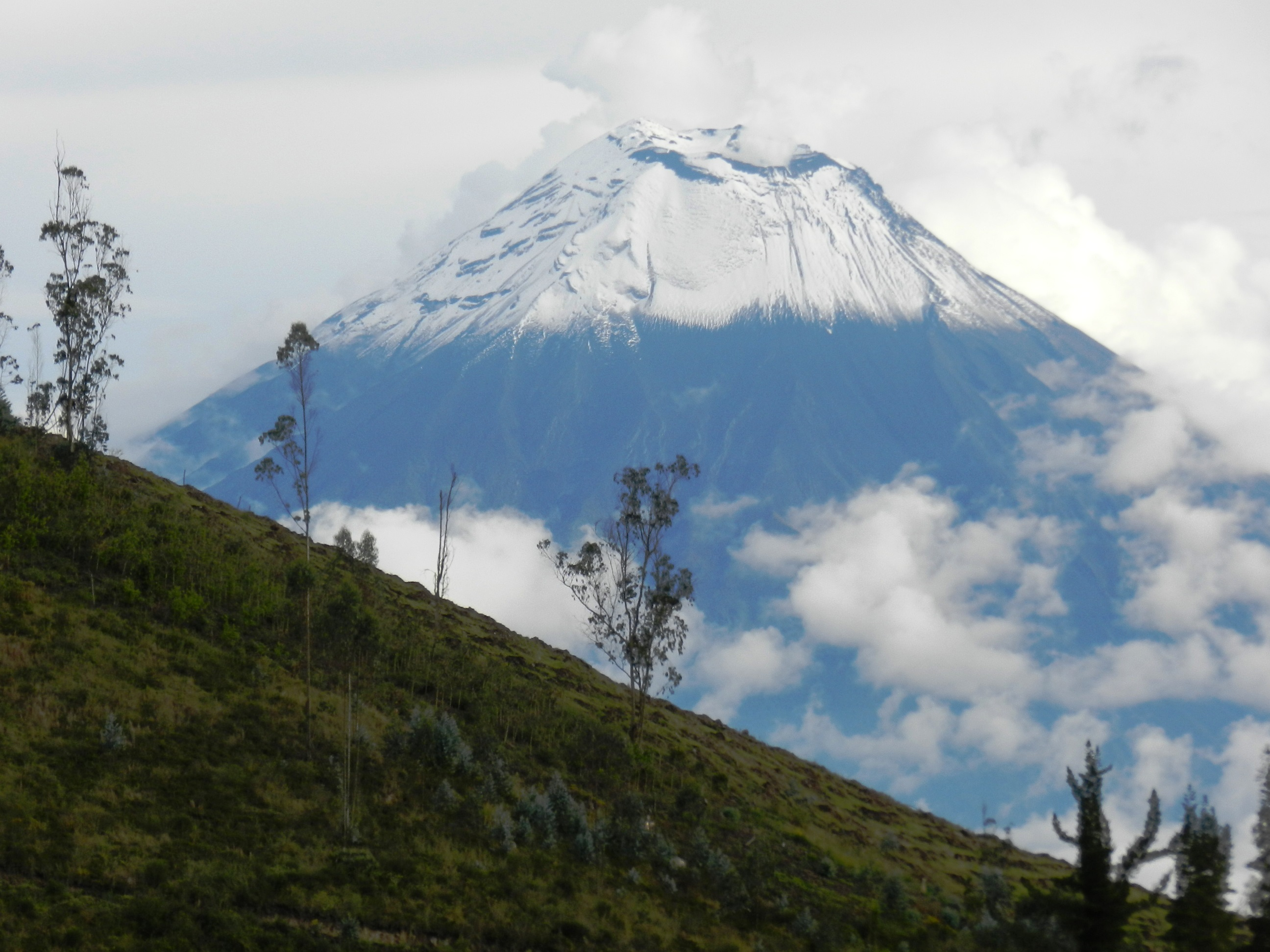
Actividad del Volcán Tungurahua moderada en el 2016. Se lo monitorea desde el Observatorio Volcán Tungurahua ubicado en Guadalupe.

La ceniza afectó a 6 provincias del Ecuador: Chimborazo, Bolívar, Cañar, Azuay, Cotopaxi y Pichincha. La provincia de Tungurahua no se vio afectada.